# Véronique Ahoyo
Véronique Ahoyo (* 20. Januar 1940 in Cotonou, Kolonie Dahomey; † 14. Dezember 2008, Benin) war eine beninische Diplomatin und Politikerin.

## Leben
Die in Cotonou geborene Ahoyo absolvierte eine Ausbildung in Öffentlicher Verwaltung in Paris und Abidjan sowie in Sozialwesen in Toulouse. Ab 1967 arbeitete sie als stellvertretende Direktorin und ab 1975 als Direktorin für soziale Angelegenheiten. Im März wurde sie von Mathieu Kérékou zur Ministerin für Arbeit und Soziales ernannt. Später diente sie auch als beninische Botschafterin in Kanada. Sie starb im Dezember 2008 aufgrund eines Autounfalls, bei dem insgesamt fünf Menschen ums Leben kamen und zwei weitere verletzt wurden, darunter die ehemalige Gesundheitsministerin Rafiatou Karimou.